# ペルポール駅
ペルポール駅 (ペルポールえき、仏：Pelleport)は、フランス・パリの20区にあるメトロ3bis線 (地下鉄) の駅。

## 概要
ペルポール駅は、パリの地下鉄メトロ3bis線の駅。パリ東部の20区北部にあり、ガンベタ大通りとペルポール通りの交差点に位置している。
1921年11月27日、3号線の駅として開業したが、1971年3月27日、3bis線の駅となった。駅名は、18世紀から19世紀にかけてのフランスの軍人ピエール・ド・ペルポールにちなんで名付けられた。

## 利用可能な鉄道路線
- メトロ
  - 3bis線

## 駅周辺
- トゥノン病院 （Hôpital Tenon）
- ノートル＝ダム＝ド＝ルルド教会 （Église Notre-Dame-de-Lourdes）

## 隣の駅
パリメトロ
■3bis線
ガンベタ駅 (Pelleport) - ペルポール駅 - サン＝ファルジョー駅 (Saint-Fargeau)